# Icaque

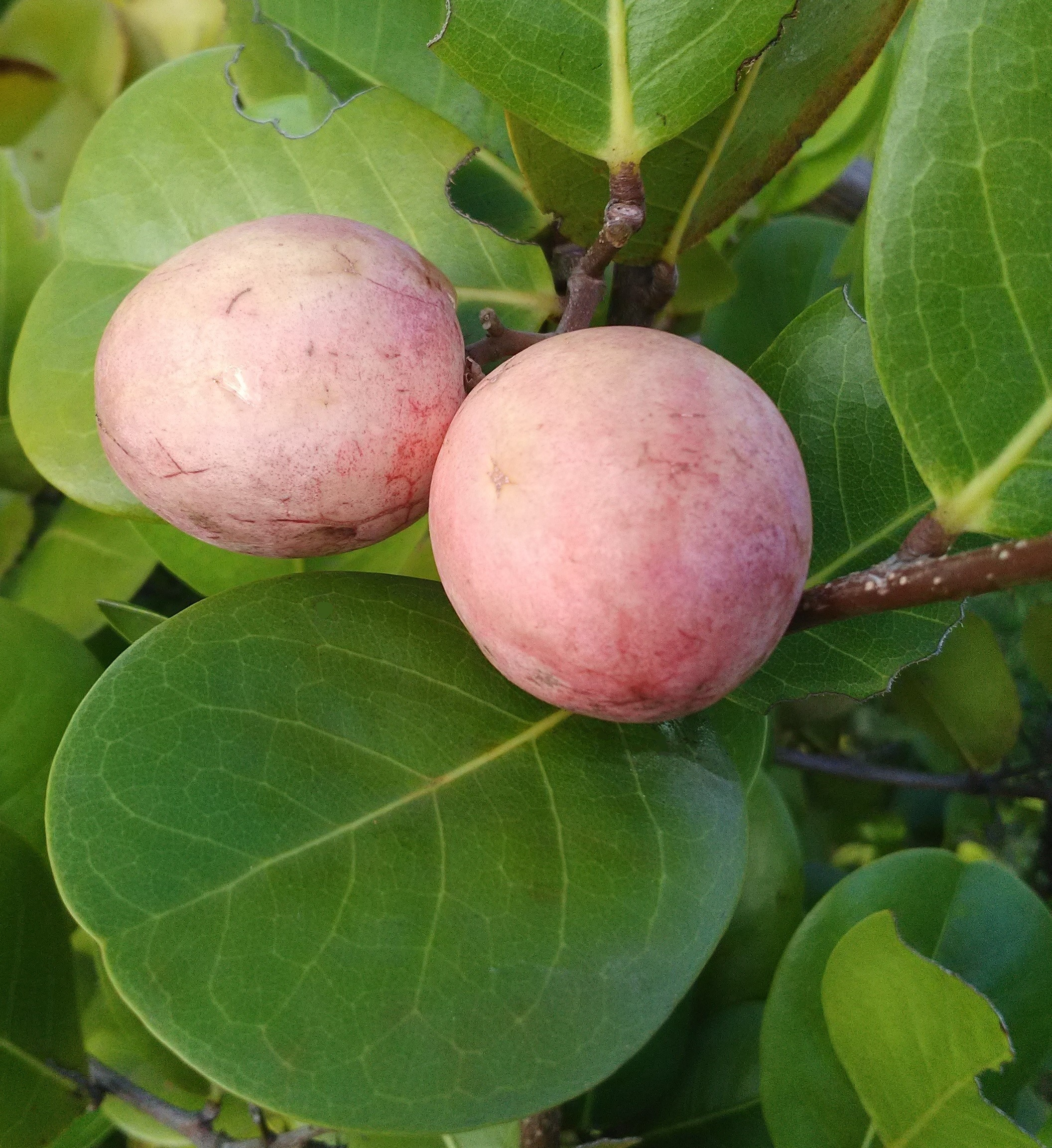
Icaques roses.

L'icaque, ou prune de coton (zikak en créole), est le fruit comestible de l'icaquier (Chrysobalanus icaco), arbrisseau de la famille des Chrysobalanaceae poussant dans les régions tropicales.
Arrondi, de deux à trois centimètres de diamètre, sa couleur peut varier du blanc rosé au pourpre foncé selon les variétés (icaquier rose ou icaquier noir). Sa pulpe est blanche. 
On peut consommer les fruits crus (leur chair est cotonneuse, de saveur douce légèrement acre), les confire dans du sucre, ou les cuire pour la fabrication de confitures et de compotes. On les utilise pour des rhums parfumés. Les noyaux, grillés, peuvent être mangés comme des amandes. Une rare variété, l'icaquier bleu, colore en bleu la bouche du gourmand. 
Il permettrait de combattre les diarrhées.  
On le cueille de juin à septembre sur les icaquiers des Antilles, plus rarement en décembre à La Réunion.

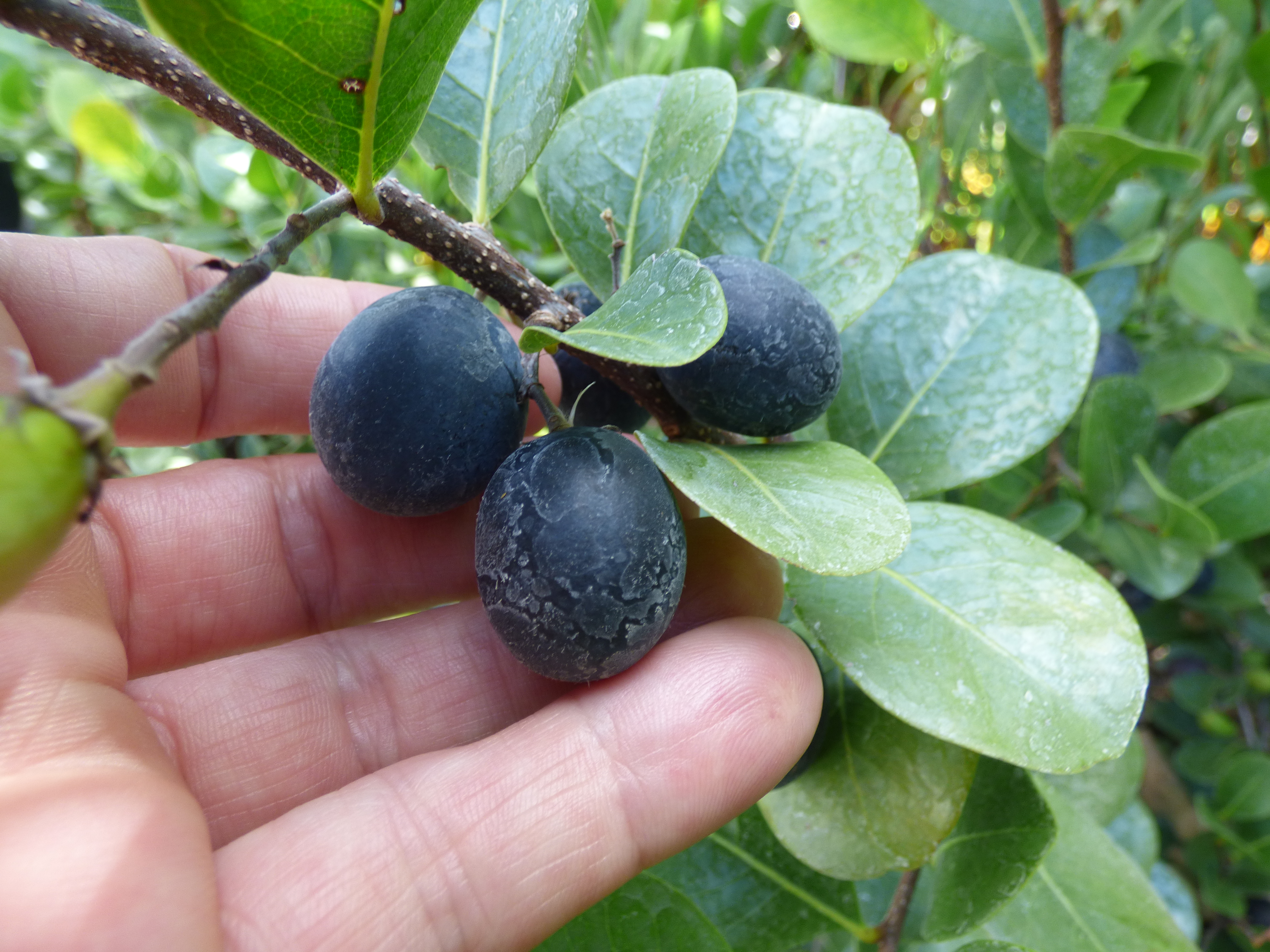
Icaques noirs.